# Instytut Polityki Naukowej i Szkolnictwa Wyższego
Instytut Polityki Naukowej i Szkolnictwa Wyższego (IPNiSW, pełna nazwa po zmianie w 1977 obowiązująca do 1988: Instytut Polityki Naukowej, Postępu Technicznego i Szkolnictwa Wyższego) -  państwowy instytut badawczy działający w latach 1973-1991 w Warszawie. 

## Historia
Został powołany decyzją Prezesa Rady Ministrów PRL z dnia 13 lipca 1973. Instytut powstał na bazie Międzyuczelnianego Zakładu Badań nad Szkolnictwem Wyższym. Ten ostatni utworzono w 1962 z przekształcenia Pracowni Badań nad Szkolnictwem Wyższym w Uniwersytecie Łódzkim.
Jego celem było prowadzenie  prac naukowo-badawczych i rozwojowych w zakresie:
- wytyczania kierunków i tempa rozwoju działalności naukowo-badawczej i rozwojowej oraz szkolnictwa wyższego;
- kształtowania wielkości, struktury i rozmieszczenia potencjału naukowo-badawczego i rozwojowego oraz szkolnictwa wyższego;
- doskonalenia metod prowadzenia działalności naukowo-badawczej i rozwojowej oraz szkolnictwa wyższego;
- doboru systemów organizacji, planowania, finansowania i zarządzania działalnością naukowo-badawczą i rozwojową oraz szkolnictwem wyższym;
- oceny efektywności działalności naukowo-badawczej i rozwojowej oraz szkolnictwa wyższego;
- doskonalenia systemu wdrażania i wyników prac naukowo-badawczych i rozwojowych do praktyki gospodarczej.

Nadzór nad Instytutem sprawował ówczesny Minister Nauki, Szkolnictwa Wyższego i Techniki. Instytut mieścił się w Warszawie przy ul. Nowy Świat 69.
Instytut rozwiązano zarządzeniem Mininstra Edukacji Narodowej z dnia 26 sierpnia 1991, a ostatecznie został zlikwidowany 31 grudnia 1991. Likwidatorem instytutu była Hanna Świda-Ziemba. Na miejsce Instytutu powołano Centrum Badań Polityki Naukowej i Szkolnictwa Wyższego Uniwersytetu Warszawskiego.